# Lynne Frostick

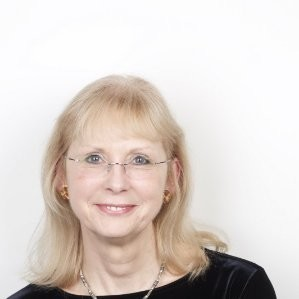
Lynne Frostick, 2019

 Lynne Elizabeth Frostick, CBE (* 2. Februar 1949) ist eine britische Geologin und Hochschullehrerin. Sie war von 1996 bis 2014 Professorin an der University of Hull und 2008  die 2. Präsidentin der Geological Society of London.

## Leben und Werk
Frostick besuchte von 1960 bis 1966 die Dartford Grammar School for Girls. Anschließend studierte sie an der University of Leicester, wo sie 1970 einen Bachelor of Science erwarb. Sie promovierte 1975 an der University of East Anglia mit der Dissertation: Sediment Studies in the Deben Estuary, Suffolk, England. Von 1974 bis 1987 war sie Dozentin in Birkbeck, University of London und dann bis 1990 Senior Lecturer an der Royal Holloway, University of London. Anschließend war sie bis 1996 Senior Lecturer an der University of Reading und wurde 1996 Professorin für Physische Geographie an der Hull University.
Neben ihrer akademischen Arbeit war Frostick von 1997 bis 2006 Mitglied des North East Regional Environmental Protection Advisory Committee und 2007 führendes Mitglied der unabhängigen Hull Flood Review Group. Von 1988 bis 1991 war sie die erste weibliche Ehrensekretärin und von 2008 bis 2010 die zweite Präsidentin der Geological Society of London. Für den Zeitraum von 2015 bis 2018 wurde sie in den Vorstand der Umweltschutzorganisation Environment Agency (EA) berufen.
Ihre Forschungsinteressen umfassen Sediment- und Strömungsdynamik in Flüssen und Ästuaren sowie interdisziplinäre Abfallprobleme. Das von ihr entwickelte Zentrum für physikalische Modellierung in dem Aquarium The Deep war ein  Teil des EU-Projekts HYDRALAB.  Sie hat über 100 Artikel und Bücher zu Umweltphysik, Modellierung und Wasserbau veröffentlicht.

## Auszeichnungen und Ehrungen
- 2005: Cuthbert-Peek-Preis
- 2009:  Women of Outstanding Achievement[2]
- 2022: Commander of the Order of the British Empire (CBE)[3]
- 2024: Lyell-Medaille

## Veröffentlichungen (Auswahl)
- mit Ian Reid: A new look at rifts. Geology today, Vol 3, 1997, S. 1222–126.
- mit Stuart J. McLelland, T.G. Mercer: Users Guide to Physical Modelling and Experimentation. CRC Verlag, 2011, ISBN 978-1-4398-7051-8.
- mit S. A. H. van Schijndel, A. Sánchez Arcilla,A. G.  van Os: Experimental Hydraulic Research Around the World: The Research Topics for the Future, Proc. 33rd IAHR Congress, Vancouver, Canada August 2009.